# Radjuwene
Radjuwene (bułg. Радювене) – wieś w północnej Bułgarii, w obwodzie Łowecz, w gminie Łowecz.
W okolicy miejscowości znaleziono tracki skarb z IV-III w. p.n.e.